# Harald Schweiger

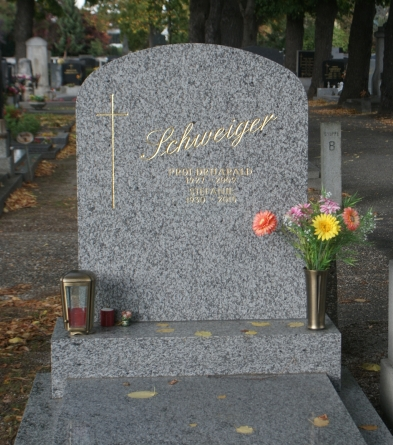
Grabstätte von Harald Schweiger

Harald Schweiger (* 2. Juni 1927 in Wien; † 16. Februar 2009 ebenda) war ein österreichischer Zoologe.

## Leben
Harald Schweiger studierte an der Universität Wien und schloss sein Studium im Dezember 1950 mit der Promotion ab. Anschließend arbeitete er für das Niederösterreichische Landesmuseum. 1964 wurde er an die Universität Istanbul berufen, wo er bis 1969 als Professor lehrte. 1976 wurde Schweiger  Naturschutzdirektor von Niederösterreich und 1979 Wirklicher Hofrat. 1966 wurde er mit dem Theodor-Körner-Preis ausgezeichnet. Schweiger war insbesondere Fachmann für die Fauna der Türkei, für die Zoogeographie, Ökologie und Naturschutz sowie ein Käferspezialist. Mehrfach publizierte er auch Schriften zu seinen Reisen, insbesondere auch hier zur Tierwelt. Als niederösterreichischer Naturschutzdirektor setzte er sich für die Schaffung von Naturparks wie des Naturparks Blockheide-Eibenstein und des Naturparks Heidenreichsteiner Moor ein. Schweigers Grabstätte befindet sich am Jedleseer Friedhof (Gr. 7, R. 1, Nr. 10) in Wien.

## Schriften
Monografien
- Moderne Türkei, osmanisches Erbe, Wollzeilen, Wien 1966
  - niederländische Ausgabe: Levend Turkije, Nederland’s Boekhuis, Tilburg 1967 (Tijdsignalen, Band 14)
  - polnische Ausgabe: Kraj pod tęcza, Warschau 1973
- Land unter dem Regenbogen, Jugend und Volk, Wien-München 1969
- Das kleine Käferbuch, Pinguin und Umschau, Innsbruck und Frankfurt am Main 1973
- Die Naturwissenschaftliche Abteilung des NÖ Landesmuseum, Wien, Wien 1974 (Katalog des Niederösterreichischen Landesmuseums, Bd. 63)
- Die Donauauen. Eine der letzten Urlandschaften im Herzen Europas, Niederösterreichische Landesregierung, Wien 1982 (Katalog des Niederösterreichischen Landesmuseums, N.F., Nr. 108)
- Niederösterreichisches Jagdmuseum. Aussenstelle der Naturwissenschaftlichen Abteilung des NÖ. Landesmuseums, Schloss Marchegg, Niederösterreichische Landesregierung, Wien 1982 (Katalog des Niederösterreichischen Landesmuseums, N.F., Nr. 120)
- Diethelm Hofer. Muscheln und Schnecken aus der Sicht des Malers, Niederösterreichische Landesregierung, Wien 1982 (Katalog des Niederösterreichischen Landesmuseums, N.F., Nr. 128)

Aufsätze
- The genus Carabus in Israel. In: Israel Journal of Entomology 5 (1970), S. 21–55
- Naturpark – moderne Erholungsräume? In: Wissenschaftliche Mitteilungen Niederösterreichisches Landesmuseum. Band 1, 1980, S. 63–104 (zobodat.at [PDF]).